# Nutri-score

Etichetta Nutri-score

Adozione del sistema in Europa. In verde, i paesi che lo hanno adottato; in verde più chiaro, i paesi dove alcune compagnie hanno adottato autonomamente il sistema; in viola, i paesi che si oppongono.

Il nutri-score è un sistema di etichettatura dei prodotti alimentari sviluppato in Francia pensato per semplificare l'identificazione dei valori nutrizionali di un prodotto alimentare attraverso l'utilizzo di due scale correlate: una cromatica divisa in 5 gradazioni dal verde al rosso, ed una alfabetica comprendente le cinque lettere dalla A alla E.
Si tratta di un sistema a punteggio sviluppato da un gruppo di ricercatori universitari francesi, l'Equipe de Recherche en Epidémiologie Nutritionnelle, guidato dal nutrizionista Serge Hercberg, che si basa sulle tabelle nutrizionali della Food Standards Agency del Regno Unito, il cui corrispondente sistema "traffic lights" è stato messo in discussione dagli esperti.

## Calcolo
Le etichette sono state ipotizzate per la prima volta dal gruppo di ricerca nel 2013, con la pubblicazione di un rapporto contenente diverse proposte relative alla salute pubblica tra le quali si sosteneva l'importanza di adottare un sistema di voti (inizialmente solo alfabetico dalla A alla E) e di colori da stampare sulle confezioni alimentari per consentire al consumatore un facile confronto tra le qualità nutrizionali di diversi prodotti.
Il calcolo del punteggio tiene conto di sette diversi parametri di informazioni nutritive per 100 g di cibo e 100 ml di bevande le quali sono già attualmente disponibili sulle confezioni degli alimenti. Un alto contenuto di frutta e verdura, fibre e proteine promuove un punteggio più alto, mentre un alto contenuto di energia, zucchero, acidi grassi saturi e sodio si traduce in un punteggio negativo.
La scala nasce dall'idea di semplificare la lettura della tabella nutrizionale classica e permettere una scelta di prodotti più rapida in base alle esigenze del consumatore; secondo il Ministero della Sanità francese, questo sistema dovrebbe permettere un più facile accesso ai cibi confezionati "sani", contribuire alla "lotta all'aumento delle malattie cardiovascolari, l'obesità ed il diabete".

## Critica
L'algoritmo Nutri-score è stato criticato da diversi governi tra i quali quello italiano, da gruppi industriali, dall’associazione degli agricoltori europei Copa-Cogeca e da numerosi nutrizionisti per aver semplificato eccessivamente le informazioni nutrizionali e ridotto gli alimenti complessi ai singoli ingredienti.
Secondo il Prof. Philippe Legrand, direttore del Laboratorio di Biochimica della Nutrizione Umana dell'Agrocampus-INSERM, l'algoritmo penalizza indebitamente gli alimenti ad alto contenuto di grassi e non riesce a distinguere tra diversi tipi di grassi, alcuni dei quali sono indispensabili per la salute umana. In quanto tale, Nutri-score “non fornisce informazioni sulla composizione del cibo ma dà un verdetto generale sul cibo. Non è né più né meno che un'opinione o un giudizio. Come fonte di informazioni scientifiche, è insufficiente."
Nutri-score è stato criticato da nutrizionisti per aver dato dei voti alti ai cibi ultraprocessati. I consumatori possono sostituire cibi ricchi di grassi con cibi apparentemente più sani ma altamente elaborati con un Nutri-score più alto. Inoltre, alcuni paesi europei sostengono anche che il punteggio discrimina i grassi sani come l'olio d'oliva.
Paesi come l'Italia criticano il sistema Nutri-Score poiché, non tenendo conto dell’origine degli ingredienti, dei valori nutrizionali nel loro complesso e dell’eventuale presenza di additivi, rischierebbe di penalizzare prodotti necessari per una dieta sana ed equilibrata, come l’olio extravergine di oliva, simbolo della dieta mediterranea, oltre a numerose eccellenze del Made in Italy, come il Parmigiano reggiano e il prosciutto di Parma. Contro tali accuse si è espresso l’ideatore dell’etichetta a semaforo, Serge Hercberg, che ha affermato che alimenti particolarmente grassi, salati e zuccherini vengono sì penalizzati, ma questi, di fatto, non si trovano alla base della piramide alimentare della dieta mediterranea.
Il 17 settembre 2020 una coalizione di paesi ha pubblicato un cosiddetto “non-paper” contro il Nutri-score, pur senza menzionarlo direttamente. Il documento afferma infatti che un sistema di etichettatura nutrizionale europeo non deve contenere colori, deve essere basato sulle porzioni e non su 100g e deve rispettare le diete tradizionali.
Tra i Paesi che si oppongono con maggior forza al sistema Nutri-Score vi sono la Grecia, l’Ungheria, la Romania, la Lettonia, la Repubblica Ceca, Cipro e appunto l’Italia. Quest’ultima, in prima fila nella battaglia contro l’introduzione del sistema a semaforo, ha avanzato una controproposta: la NutrInform Battery, un’etichettatura che riporta la quantità e la relativa percentuale di calorie, grassi, grassi saturi, zuccheri e sale presenti in una singola porzione di alimento. A differenza del Nutri-Score, la NutriInform Battery presenta una grafica meno intuitiva, non utilizzando né colori né punteggi, non classificando il prodotto come “migliore” o “peggiore”, ma limitandosi a informare il consumatore circa la quantità di nutrienti presenti nel cibo o nella bevanda in questione.
Da un punto di vista giuridico, il Nutri-score solleva questioni di compatibilità con il diritto dell'Unione e di giustificazione indipendentemente della sua validità scientifica. Come per tutte le informazioni che appaiono sull'imballaggio di un alimento, il nutriscore deve rispettare la regolamentazione dell'Unione europea relativa all'informazione nutrizionale del 2011.
Ricercatori polacchi nel 2022 scrivono in modo conclusivo:
(Dariusz Włodarek, Hubert Dobrowolski)
Nel giugno 2023 è stato rilevata la pericolosità, come "possibile" cancerogeno, dell'aspartame (E951), noto dolcificante; che non viene rilevato nel sistema Nutriscore, rendendolo per questo poco affidabile. Infatti, il nutriscore boccia con il colore rosso cibi con zuccheri naturali e promuove con quello verde le più note bibite gassate ricche proprio di aspartame e dolcificanti artificiali.

## Adozione di Nutri-score
Le leggi dell’UE non consentono di imporre il proprio sistema di etichettatura degli alimenti a titolo obbligatorio. Ciò nonostante, nel contesto della strategia F2F (Farm to Fork), la UE propone un’etichettatura nutrizionale obbligatoria per tutta l'Europa entro il 2022 e Nutri-score è uno dei candidati.
L'applicazione diffusa di questo sistema di valutazione è stato variamente osteggiato dall'industria agroalimentare anche con vere e proprie operazioni di lobbying segnalate anche da diversi ricercatori. All'inizio del 2017 il Ministero della salute francese ha confermato il proprio impegno nel diffondere il più possibile l'utilizzo di questo strumento senza però renderlo obbligatorio per le industrie alimentari, secondo i criteri del regolamento europeo del 2011 sull'informazione al consumatore sui prodotti alimentari. Nello stesso anno, la Commissione europea ha presentato al Parlamento ed al Consiglio Europeo una relazione sull'opportunità di un'ulteriore armonizzazione dell'etichettatura nutrizionale.
Il 15 febbraio 2018 33 aziende agroindustriali e di distribuzione hanno annunciato il loro impegno ad applicare il punteggio Nutri sui loro prodotti. La banca dati alimentare Open Food Facts calcola il punteggio per i prodotti presenti nel suo sistema. Nutri-score è stato da allora ufficialmente raccomandato dalle autorità sanitarie in Francia, Germania, Belgio, Paesi Bassi e Spagna. Archiviato il 23 aprile 2021 in Internet Archive., anche se i funzionari di Spagna e Paesi Bassi sostengono che l'algoritmo Nutri-Score dovrà essere adattato per soddisfare le loro linee guida dietetiche nazionali.
Alcune aziende alimentari come PepsiCo, Nestlé, Auchan, Danone e Kelloggs hanno annunciato che avrebbero utilizzato il Nutri-score sebbene non fosse ufficialmente raccomandato dalle autorità. Nel dicembre 2020 la Germania (all’epoca presidente in carica del consiglio europeo) non è riuscita a convincere i paesi europei a trovare un accordo per quanto riguarda un’etichetta nutrizionale durante la riunione Agrifish.